# 辽宁中医药大学
辽宁中医药大学，辽宁中医药大学成立于1958年，为中国辽宁省沈阳市的一所公立大学。

## 历史沿革
1958年，合并辽宁省中医进修学校（成立于1955年）、辽宁省中医医院（成立于1956年）成立辽宁中医学院。
2006年，学校更名为“辽宁中医药大学”。
2013年，增具“辽宁省中医药科学院”名称。
2020年建立“辽宁省中医药博物馆”。

## 教学科研机构
学校设有18个学院，设置医、理、工、管、文、法、农等7个学科门类，27个本科专业。
- 学科发展与研究中心
- 研究生学院（研究生工作处、学位办公室）
- 国际教育学院
- 中医学院（中医基础理论研究所）
- 中西医结合学院
- 药学院（中药研究所）
- 针灸推拿学院（养生康复学院、针灸研究所）
- 护理学院
- 经济管理学院
- 信息工程学院
- 外国语学院
- 医学检验学院
- 实验动物医学与科学学院（实验动物中心）
- 继续教育学院
- 马克思主义学院
- 体育部
- 中医文献研究院（博物馆）
- 辽宁省中医药科学院
- 中医药创新工程技术中心
- 教学实验中心（医护实训中心）
- 高等中医药教育研究及评价中心
- 发展研究中心（法律事务办公室）[4]

## 附属医院
学校设立4所直属附属医院（临床学院）。
- 辽宁中医药大学附属医院（第一临床学院、辽宁省中医院、临床研究所）
- 辽宁中医药大学附属第二医院（第二临床学院、辽宁省中医药研究院）
- 辽宁中医药大学附属第三医院（第三临床学院、辽宁省肛肠医院）
- 辽宁中医药大学附属第四医院（第四临床学院、辽宁中西医结合医院）[5]